# 2MASS J11124910-2044315
2MASS J11124910-2044315 ist ein Brauner Zwerg im Sternbild Becher. Er wurde 2004 von Tim R. Kendall et al. entdeckt. Er gehört der Spektralklasse L0,5 an.